# Liste des communes de la Lozère
Pour les autres listes de communes, voir Listes des communes de France.
| - La Lozère en France métropolitaine. - Carte des communes de la Lozère. |

Cette page liste les 152 communes du département français de la Lozère au 1er janvier 2025.

## Historique
Le nombre de communes du département de la Lozère est ramené de 158 à 152 à la suite de la création de trois communes nouvelles au 1er janvier 2019 :
- La commune nouvelle de Bel-Air-Val-d'Ance qui regroupe les communes de Chambon-le-Château et Saint-Symphorien[Off. 1].
- La commune nouvelle de Lachamp-Ribennes qui regroupe les communes de Lachamp et Ribennes[Off. 1].
- La commune nouvelle de Monts-de-Randon qui regroupe les communes d'Estables, de Rieutort-de-Randon, Saint-Amans, Servières et La Villedieu[Off. 2].

## Liste des communes
Le tableau suivant donne la liste des communes au 1er janvier 2025, en précisant leur code Insee, leur code postal principal, leur arrondissement, leur canton, leur intercommunalité, leur superficie, leur population et leur densité, d'après les chiffres de l'Insee issus du recensement 2022,.
| Nom                                | Code Insee | Code postal       | Arrondissement | Canton                     | Intercommunalité                        | Superficie (km2) | Population (dernière pop. légale) | Densité (hab./km2) | Modifier                                    |
| ---------------------------------- | ---------- | ----------------- | -------------- | -------------------------- | --------------------------------------- | ---------------- | --------------------------------- | ------------------ | ------------------------------------------- |
| Mende (préfecture)                 | 48095      | 48000             | Mende          | Mende-1 Mende-2            | CC Cœur de Lozère                       | 36,56            | 12 322 (2022)                     | 337                | modifier les données · modifier les données |
| Albaret-le-Comtal                  | 48001      | 48310             | Mende          | Peyre en Aubrac            | CC des Hautes Terres de l'Aubrac        | 29,56            | 139 (2022)                        | 4,7                | modifier les données · modifier les données |
| Albaret-Sainte-Marie               | 48002      | 48200             | Mende          | Saint-Chély-d'Apcher       | CC des Terres d'Apcher-Margeride-Aubrac | 15,98            | 557 (2022)                        | 35                 | modifier les données · modifier les données |
| Allenc                             | 48003      | 48190             | Mende          | Grandrieu                  | CC Mont-Lozère                          | 38,58            | 264 (2022)                        | 6,8                | modifier les données · modifier les données |
| Altier                             | 48004      | 48800             | Mende          | Saint-Étienne-du-Valdonnez | CC Mont-Lozère                          | 54,45            | 216 (2022)                        | 4,0                | modifier les données · modifier les données |
| Antrenas                           | 48005      | 48100             | Mende          | Marvejols                  | CC du Gévaudan                          | 17,55            | 330 (2022)                        | 19                 | modifier les données · modifier les données |
| Arzenc-d'Apcher                    | 48007      | 48310             | Mende          | Peyre en Aubrac            | CC des Hautes Terres de l'Aubrac        | 7,88             | 51 (2022)                         | 6,5                | modifier les données · modifier les données |
| Arzenc-de-Randon                   | 48008      | 48170             | Mende          | Grandrieu                  | CC Randon - Margeride                   | 69,20            | 189 (2022)                        | 2,7                | modifier les données · modifier les données |
| Auroux                             | 48010      | 48600             | Mende          | Langogne                   | CC du Haut Allier                       | 35,09            | 365 (2022)                        | 10                 | modifier les données · modifier les données |
| Badaroux                           | 48013      | 48000             | Mende          | Grandrieu                  | CC Cœur de Lozère                       | 20,72            | 960 (2022)                        | 46                 | modifier les données · modifier les données |
| Balsièges                          | 48016      | 48000             | Mende          | Bourgs sur Colagne         | CC Cœur de Lozère                       | 32,88            | 587 (2022)                        | 18                 | modifier les données · modifier les données |
| Banassac-Canilhac                  | 48017      | 48500             | Mende          | La Canourgue               | CC Aubrac Lot Causses Tarn              | 24,68            | 1 069 (2022)                      | 43                 | modifier les données · modifier les données |
| Barjac                             | 48018      | 48000             | Mende          | Bourgs sur Colagne         | CC Cœur de Lozère                       | 29,92            | 791 (2022)                        | 26                 | modifier les données · modifier les données |
| Barre-des-Cévennes                 | 48019      | 48400             | Florac         | Le Collet-de-Dèze          | CC Gorges Causses Cévennes              | 34,29            | 200 (2022)                        | 5,8                | modifier les données · modifier les données |
| Bassurels                          | 48020      | 48400             | Florac         | Le Collet-de-Dèze          | CC Des Cévennes au Mont Lozère          | 46,34            | 63 (2022)                         | 1,4                | modifier les données · modifier les données |
| La Bastide-Puylaurent              | 48021      | 48250             | Mende          | Saint-Étienne-du-Valdonnez | CC Mont-Lozère                          | 24,19            | 178 (2022)                        | 7,4                | modifier les données · modifier les données |
| Bédouès-Cocurès                    | 48050      | 48400             | Florac         | Saint-Étienne-du-Valdonnez | CC Gorges Causses Cévennes              | 30,35            | 448 (2022)                        | 15                 | modifier les données · modifier les données |
| Bel-Air-Val-d'Ance                 | 48038      | 48600             | Mende          | Grandrieu                  | CC du Haut Allier                       | 41,40            | 540 (2022)                        | 13                 | modifier les données · modifier les données |
| Les Bessons                        | 48025      | 48200             | Mende          | Peyre en Aubrac            | CC des Terres d'Apcher-Margeride-Aubrac | 23,49            | 424 (2022)                        | 18                 | modifier les données · modifier les données |
| Blavignac                          | 48026      | 48200             | Mende          | Saint-Chély-d'Apcher       | CC des Terres d'Apcher-Margeride-Aubrac | 13,83            | 257 (2022)                        | 19                 | modifier les données · modifier les données |
| Les Bondons                        | 48028      | 48400             | Florac         | Saint-Étienne-du-Valdonnez | CC Gorges Causses Cévennes              | 45,54            | 141 (2022)                        | 3,1                | modifier les données · modifier les données |
| Le Born                            | 48029      | 48000             | Mende          | Grandrieu                  | CC Cœur de Lozère                       | 30,21            | 156 (2022)                        | 5,2                | modifier les données · modifier les données |
| Bourgs sur Colagne                 | 48099      | 48100             | Mende          | Bourgs sur Colagne         | CC du Gévaudan                          | 53,09            | 2 077 (2022)                      | 39                 | modifier les données · modifier les données |
| Brenoux                            | 48030      | 48000             | Mende          | Saint-Étienne-du-Valdonnez | CC Mont-Lozère                          | 11,25            | 388 (2022)                        | 34                 | modifier les données · modifier les données |
| Brion                              | 48031      | 48310             | Mende          | Peyre en Aubrac            | CC des Hautes Terres de l'Aubrac        | 22,11            | 86 (2022)                         | 3,9                | modifier les données · modifier les données |
| Le Buisson                         | 48032      | 48100             | Mende          | Peyre en Aubrac            | CC du Gévaudan                          | 24,45            | 221 (2022)                        | 9,0                | modifier les données · modifier les données |
| La Canourgue                       | 48034      | 48500             | Mende          | La Canourgue               | CC Aubrac Lot Causses Tarn              | 104,29           | 2 095 (2022)                      | 20                 | modifier les données · modifier les données |
| Cans et Cévennes                   | 48166      | 48400             | Florac         | Le Collet-de-Dèze          | CC Gorges Causses Cévennes              | 43,81            | 288 (2022)                        | 6,6                | modifier les données · modifier les données |
| Cassagnas                          | 48036      | 48400             | Florac         | Le Collet-de-Dèze          | CC Gorges Causses Cévennes              | 35,19            | 125 (2022)                        | 3,6                | modifier les données · modifier les données |
| Chadenet                           | 48037      | 48190             | Mende          | Grandrieu                  | CC Mont-Lozère                          | 12,96            | 122 (2022)                        | 9,4                | modifier les données · modifier les données |
| Chanac                             | 48039      | 48230             | Mende          | La Canourgue               | CC Aubrac Lot Causses Tarn              | 71,14            | 1 421 (2022)                      | 20                 | modifier les données · modifier les données |
| Chastanier                         | 48041      | 48300             | Mende          | Langogne                   | CC du Haut Allier                       | 10,41            | 78 (2022)                         | 7,5                | modifier les données · modifier les données |
| Chastel-Nouvel                     | 48042      | 48000             | Mende          | Saint-Alban-sur-Limagnole  | CC Randon - Margeride                   | 31,50            | 932 (2022)                        | 30                 | modifier les données · modifier les données |
| Châteauneuf-de-Randon              | 48043      | 48170             | Mende          | Grandrieu                  | CC Randon - Margeride                   | 24,49            | 518 (2022)                        | 21                 | modifier les données · modifier les données |
| Chauchailles                       | 48044      | 48310             | Mende          | Peyre en Aubrac            | CC des Hautes Terres de l'Aubrac        | 17,40            | 80 (2022)                         | 4,6                | modifier les données · modifier les données |
| Chaudeyrac                         | 48045      | 48170             | Mende          | Grandrieu                  | CC Randon - Margeride                   | 44,10            | 288 (2022)                        | 6,5                | modifier les données · modifier les données |
| Chaulhac                           | 48046      | 48140             | Mende          | Saint-Alban-sur-Limagnole  | CC des Terres d'Apcher-Margeride-Aubrac | 9,47             | 59 (2022)                         | 6,2                | modifier les données · modifier les données |
| Cheylard-l'Évêque                  | 48048      | 48300             | Mende          | Langogne                   | CC du Haut Allier                       | 29,64            | 64 (2022)                         | 2,2                | modifier les données · modifier les données |
| Le Collet-de-Dèze                  | 48051      | 48160             | Florac         | Le Collet-de-Dèze          | CC Des Cévennes au Mont Lozère          | 26,47            | 678 (2022)                        | 26                 | modifier les données · modifier les données |
| Cubières                           | 48053      | 48190             | Mende          | Saint-Étienne-du-Valdonnez | CC Mont-Lozère                          | 48,88            | 189 (2022)                        | 3,9                | modifier les données · modifier les données |
| Cubiérettes                        | 48054      | 48190             | Mende          | Saint-Étienne-du-Valdonnez | CC Mont-Lozère                          | 11,34            | 45 (2022)                         | 4,0                | modifier les données · modifier les données |
| Cultures                           | 48055      | 48230             | Mende          | Bourgs sur Colagne         | CC Aubrac Lot Causses Tarn              | 3,96             | 197 (2022)                        | 50                 | modifier les données · modifier les données |
| Esclanèdes                         | 48056      | 48230             | Mende          | Bourgs sur Colagne         | CC Aubrac Lot Causses Tarn              | 12,51            | 428 (2022)                        | 34                 | modifier les données · modifier les données |
| La Fage-Montivernoux               | 48058      | 48310             | Mende          | Peyre en Aubrac            | CC des Hautes Terres de l'Aubrac        | 37,77            | 133 (2022)                        | 3,5                | modifier les données · modifier les données |
| La Fage-Saint-Julien               | 48059      | 48200             | Mende          | Peyre en Aubrac            | CC des Terres d'Apcher-Margeride-Aubrac | 18,06            | 303 (2022)                        | 17                 | modifier les données · modifier les données |
| Florac Trois Rivières              | 48061      | 48400             | Florac         | Florac Trois Rivières      | CC Gorges Causses Cévennes              | 48,39            | 2 111 (2022)                      | 44                 | modifier les données · modifier les données |
| Fontans                            | 48063      | 48700             | Mende          | Saint-Alban-sur-Limagnole  | CC des Terres d'Apcher-Margeride-Aubrac | 33,90            | 227 (2022)                        | 6,7                | modifier les données · modifier les données |
| Fournels                           | 48064      | 48310             | Mende          | Peyre en Aubrac            | CC des Hautes Terres de l'Aubrac        | 15,76            | 369 (2022)                        | 23                 | modifier les données · modifier les données |
| Fraissinet-de-Fourques             | 48065      | 48400             | Florac         | Le Collet-de-Dèze          | CC Gorges Causses Cévennes              | 24,30            | 82 (2022)                         | 3,4                | modifier les données · modifier les données |
| Gabriac                            | 48067      | 48110             | Florac         | Le Collet-de-Dèze          | CC Des Cévennes au Mont Lozère          | 8,44             | 102 (2022)                        | 12                 | modifier les données · modifier les données |
| Gabrias                            | 48068      | 48100             | Mende          | Bourgs sur Colagne         | CC du Gévaudan                          | 20,65            | 159 (2022)                        | 7,7                | modifier les données · modifier les données |
| Gatuzières                         | 48069      | 48150             | Florac         | Florac Trois Rivières      | CC Gorges Causses Cévennes              | 29,40            | 52 (2022)                         | 1,8                | modifier les données · modifier les données |
| Gorges du Tarn Causses             | 48146      | 48210 48320       | Florac         | Florac Trois Rivières      | CC Gorges Causses Cévennes              | 144,22           | 901 (2022)                        | 6,2                | modifier les données · modifier les données |
| Grandrieu                          | 48070      | 48600             | Mende          | Grandrieu                  | CC Randon - Margeride                   | 65,37            | 742 (2022)                        | 11                 | modifier les données · modifier les données |
| Grandvals                          | 48071      | 48260             | Mende          | Peyre en Aubrac            | CC des Hautes Terres de l'Aubrac        | 12,84            | 59 (2022)                         | 4,6                | modifier les données · modifier les données |
| Grèzes                             | 48072      | 48100             | Mende          | Bourgs sur Colagne         | CC du Gévaudan                          | 16,21            | 209 (2022)                        | 13                 | modifier les données · modifier les données |
| Les Hermaux                        | 48073      | 48340             | Mende          | Peyre en Aubrac            | CC Aubrac Lot Causses Tarn              | 17,59            | 103 (2022)                        | 5,9                | modifier les données · modifier les données |
| Hures-la-Parade                    | 48074      | 48150             | Florac         | Florac Trois Rivières      | CC Gorges Causses Cévennes              | 88,59            | 232 (2022)                        | 2,6                | modifier les données · modifier les données |
| Ispagnac                           | 48075      | 48320             | Florac         | Florac Trois Rivières      | CC Gorges Causses Cévennes              | 53,71            | 897 (2022)                        | 17                 | modifier les données · modifier les données |
| Julianges                          | 48077      | 48140             | Mende          | Saint-Alban-sur-Limagnole  | CC des Terres d'Apcher-Margeride-Aubrac | 9,42             | 48 (2022)                         | 5,1                | modifier les données · modifier les données |
| Lachamp-Ribennes                   | 48126      | 48100 48700       | Mende          | Marvejols                  | CC Randon - Margeride                   | 50,86            | 375 (2022)                        | 7,4                | modifier les données · modifier les données |
| Lajo                               | 48079      | 48120             | Mende          | Saint-Alban-sur-Limagnole  | CC des Terres d'Apcher-Margeride-Aubrac | 18,58            | 117 (2022)                        | 6,3                | modifier les données · modifier les données |
| Langogne                           | 48080      | 48300             | Mende          | Langogne                   | CC du Haut Allier                       | 31,41            | 2 860 (2022)                      | 91                 | modifier les données · modifier les données |
| Lanuéjols                          | 48081      | 48000             | Mende          | Saint-Étienne-du-Valdonnez | CC Mont-Lozère                          | 32,67            | 370 (2022)                        | 11                 | modifier les données · modifier les données |
| Laubert                            | 48082      | 48170             | Mende          | Grandrieu                  | CC Mont-Lozère                          | 14,28            | 102 (2022)                        | 7,1                | modifier les données · modifier les données |
| Les Laubies                        | 48083      | 48700             | Mende          | Saint-Alban-sur-Limagnole  | CC Randon - Margeride                   | 22,80            | 151 (2022)                        | 6,6                | modifier les données · modifier les données |
| Laval-du-Tarn                      | 48085      | 48500             | Mende          | La Canourgue               | CC Aubrac Lot Causses Tarn              | 36,85            | 103 (2022)                        | 2,8                | modifier les données · modifier les données |
| Luc                                | 48086      | 48250             | Mende          | Langogne                   | CC du Haut Allier                       | 46,10            | 207 (2022)                        | 4,5                | modifier les données · modifier les données |
| La Malène                          | 48088      | 48210             | Florac         | La Canourgue               | CC Gorges Causses Cévennes              | 40,68            | 131 (2022)                        | 3,2                | modifier les données · modifier les données |
| Le Malzieu-Forain                  | 48089      | 48140             | Mende          | Saint-Alban-sur-Limagnole  | CC des Terres d'Apcher-Margeride-Aubrac | 48,65            | 491 (2022)                        | 10                 | modifier les données · modifier les données |
| Le Malzieu-Ville                   | 48090      | 48140             | Mende          | Saint-Alban-sur-Limagnole  | CC des Terres d'Apcher-Margeride-Aubrac | 7,80             | 743 (2022)                        | 95                 | modifier les données · modifier les données |
| Marchastel                         | 48091      | 48260             | Mende          | Peyre en Aubrac            | CC des Hautes Terres de l'Aubrac        | 34,87            | 45 (2022)                         | 1,3                | modifier les données · modifier les données |
| Marvejols                          | 48092      | 48100             | Mende          | Marvejols                  | CC du Gévaudan                          | 12,45            | 4 752 (2022)                      | 382                | modifier les données · modifier les données |
| Mas-Saint-Chély                    | 48141      | 48210             | Florac         | Florac Trois Rivières      | CC Gorges Causses Cévennes              | 56,81            | 102 (2022)                        | 1,8                | modifier les données · modifier les données |
| Massegros Causses Gorges           | 48094      | 48210 48500       | Florac         | La Canourgue               | CC Aubrac Lot Causses Tarn              | 159,36           | 936 (2022)                        | 5,9                | modifier les données · modifier les données |
| Meyrueis                           | 48096      | 48150             | Florac         | Florac Trois Rivières      | CC Gorges Causses Cévennes              | 104,68           | 778 (2022)                        | 7,4                | modifier les données · modifier les données |
| Moissac-Vallée-Française           | 48097      | 48110             | Florac         | Le Collet-de-Dèze          | CC Des Cévennes au Mont Lozère          | 27,05            | 217 (2022)                        | 8,0                | modifier les données · modifier les données |
| Molezon                            | 48098      | 48110             | Florac         | Le Collet-de-Dèze          | CC Des Cévennes au Mont Lozère          | 14,76            | 97 (2022)                         | 6,6                | modifier les données · modifier les données |
| Mont Lozère et Goulet              | 48027      | 48170 48190 48250 | Mende          | Saint-Étienne-du-Valdonnez | CC Mont-Lozère                          | 166,21           | 1 107 (2022)                      | 6,7                | modifier les données · modifier les données |
| Montbel                            | 48100      | 48170             | Mende          | Grandrieu                  | CC Mont-Lozère                          | 22,87            | 147 (2022)                        | 6,4                | modifier les données · modifier les données |
| Montrodat                          | 48103      | 48100             | Mende          | Bourgs sur Colagne         | CC du Gévaudan                          | 20,65            | 1 168 (2022)                      | 57                 | modifier les données · modifier les données |
| Monts-de-Randon                    | 48127      | 48000 48700       | Mende          | Saint-Alban-sur-Limagnole  | CC Randon - Margeride                   | 147,38           | 1 209 (2022)                      | 8,2                | modifier les données · modifier les données |
| Les Monts-Verts                    | 48012      | 48200             | Mende          | Peyre en Aubrac            | CC des Hautes Terres de l'Aubrac        | 29,13            | 315 (2022)                        | 11                 | modifier les données · modifier les données |
| Nasbinals                          | 48104      | 48260             | Mende          | Peyre en Aubrac            | CC des Hautes Terres de l'Aubrac        | 63,34            | 576 (2022)                        | 9,1                | modifier les données · modifier les données |
| Naussac-Fontanes                   | 48105      | 48300             | Mende          | Langogne                   | CC du Haut Allier                       | 24,76            | 368 (2022)                        | 15                 | modifier les données · modifier les données |
| Noalhac                            | 48106      | 48310             | Mende          | Peyre en Aubrac            | CC des Hautes Terres de l'Aubrac        | 13,51            | 95 (2022)                         | 7,0                | modifier les données · modifier les données |
| Palhers                            | 48107      | 48100             | Mende          | Bourgs sur Colagne         | CC du Gévaudan                          | 8,59             | 192 (2022)                        | 22                 | modifier les données · modifier les données |
| La Panouse                         | 48108      | 48600             | Mende          | Grandrieu                  | CC Randon - Margeride                   | 37,83            | 86 (2022)                         | 2,3                | modifier les données · modifier les données |
| Paulhac-en-Margeride               | 48110      | 48140             | Mende          | Saint-Alban-sur-Limagnole  | CC des Terres d'Apcher-Margeride-Aubrac | 15,79            | 92 (2022)                         | 5,8                | modifier les données · modifier les données |
| Pelouse                            | 48111      | 48000             | Mende          | Grandrieu                  | CC Cœur de Lozère                       | 32,98            | 229 (2022)                        | 6,9                | modifier les données · modifier les données |
| Peyre en Aubrac                    | 48009      | 48130             | Mende          | Peyre en Aubrac            | CC des Hautes Terres de l'Aubrac        | 153,30           | 2 304 (2022)                      | 15                 | modifier les données · modifier les données |
| Pied-de-Borne                      | 48015      | 48800             | Mende          | Saint-Étienne-du-Valdonnez | CC Mont-Lozère                          | 27,89            | 197 (2022)                        | 7,1                | modifier les données · modifier les données |
| Pierrefiche                        | 48112      | 48300             | Mende          | Grandrieu                  | CC Randon - Margeride                   | 16,82            | 160 (2022)                        | 9,5                | modifier les données · modifier les données |
| Le Pompidou                        | 48115      | 48110             | Florac         | Le Collet-de-Dèze          | CC Des Cévennes au Mont Lozère          | 22,80            | 182 (2022)                        | 8,0                | modifier les données · modifier les données |
| Pont de Montvert - Sud Mont Lozère | 48116      | 48220             | Florac         | Saint-Étienne-du-Valdonnez | CC Des Cévennes au Mont Lozère          | 167,34           | 537 (2022)                        | 3,2                | modifier les données · modifier les données |
| Pourcharesses                      | 48117      | 48800             | Mende          | Saint-Étienne-du-Valdonnez | CC Mont-Lozère                          | 31,79            | 128 (2022)                        | 4,0                | modifier les données · modifier les données |
| Prévenchères                       | 48119      | 48800             | Mende          | Saint-Étienne-du-Valdonnez | CC Mont-Lozère                          | 62,75            | 270 (2022)                        | 4,3                | modifier les données · modifier les données |
| Prinsuéjols-Malbouzon              | 48087      | 48100 48270       | Mende          | Peyre en Aubrac            | CC des Hautes Terres de l'Aubrac        | 57,22            | 250 (2022)                        | 4,4                | modifier les données · modifier les données |
| Prunières                          | 48121      | 48200             | Mende          | Saint-Chély-d'Apcher       | CC des Terres d'Apcher-Margeride-Aubrac | 13,09            | 226 (2022)                        | 17                 | modifier les données · modifier les données |
| Recoules-d'Aubrac                  | 48123      | 48260             | Mende          | Peyre en Aubrac            | CC des Hautes Terres de l'Aubrac        | 26,55            | 164 (2022)                        | 6,2                | modifier les données · modifier les données |
| Recoules-de-Fumas                  | 48124      | 48100             | Mende          | Marvejols                  | CC du Gévaudan                          | 9,77             | 99 (2022)                         | 10                 | modifier les données · modifier les données |
| Rimeize                            | 48128      | 48200             | Mende          | Saint-Chély-d'Apcher       | CC des Terres d'Apcher-Margeride-Aubrac | 32,30            | 614 (2022)                        | 19                 | modifier les données · modifier les données |
| Rocles                             | 48129      | 48300             | Mende          | Langogne                   | CC du Haut Allier                       | 19,84            | 242 (2022)                        | 12                 | modifier les données · modifier les données |
| Rousses                            | 48130      | 48400             | Florac         | Le Collet-de-Dèze          | CC Gorges Causses Cévennes              | 22,38            | 119 (2022)                        | 5,3                | modifier les données · modifier les données |
| Le Rozier                          | 48131      | 48150             | Florac         | Florac Trois Rivières      | CC de Millau Grands Causses             | 2,03             | 128 (2022)                        | 63                 | modifier les données · modifier les données |
| Saint-Alban-sur-Limagnole          | 48132      | 48120             | Mende          | Saint-Alban-sur-Limagnole  | CC des Terres d'Apcher-Margeride-Aubrac | 51,23            | 1 378 (2022)                      | 27                 | modifier les données · modifier les données |
| Saint-André-Capcèze                | 48135      | 48800             | Mende          | Saint-Étienne-du-Valdonnez | CC Mont-Lozère                          | 9,85             | 205 (2022)                        | 21                 | modifier les données · modifier les données |
| Saint-André-de-Lancize             | 48136      | 48240             | Florac         | Le Collet-de-Dèze          | CC Des Cévennes au Mont Lozère          | 22,78            | 163 (2022)                        | 7,2                | modifier les données · modifier les données |
| Saint-Bauzile                      | 48137      | 48000             | Mende          | Saint-Étienne-du-Valdonnez | CC Cœur de Lozère                       | 29,33            | 590 (2022)                        | 20                 | modifier les données · modifier les données |
| Saint-Bonnet-de-Chirac             | 48138      | 48100             | Mende          | Bourgs sur Colagne         | CC du Gévaudan                          | 7,68             | 72 (2022)                         | 9,4                | modifier les données · modifier les données |
| Saint Bonnet-Laval                 | 48139      | 48600             | Mende          | Langogne                   | CC du Haut Allier                       | 32,00            | 258 (2022)                        | 8,1                | modifier les données · modifier les données |
| Saint-Chély-d'Apcher               | 48140      | 48200             | Mende          | Saint-Chély-d'Apcher       | CC des Terres d'Apcher-Margeride-Aubrac | 28,26            | 4 025 (2022)                      | 142                | modifier les données · modifier les données |
| Saint-Denis-en-Margeride           | 48145      | 48700             | Mende          | Saint-Alban-sur-Limagnole  | CC Randon - Margeride                   | 38,67            | 142 (2022)                        | 3,7                | modifier les données · modifier les données |
| Saint-Étienne-du-Valdonnez         | 48147      | 48000             | Mende          | Saint-Étienne-du-Valdonnez | CC Mont-Lozère                          | 56,09            | 641 (2022)                        | 11                 | modifier les données · modifier les données |
| Saint-Étienne-Vallée-Française     | 48148      | 48330             | Florac         | Le Collet-de-Dèze          | CC Des Cévennes au Mont Lozère          | 50,99            | 494 (2022)                        | 9,7                | modifier les données · modifier les données |
| Saint-Flour-de-Mercoire            | 48150      | 48300             | Mende          | Langogne                   | CC du Haut Allier                       | 12,17            | 185 (2022)                        | 15                 | modifier les données · modifier les données |
| Saint-Frézal-d'Albuges             | 48151      | 48170             | Mende          | Grandrieu                  | CC Mont-Lozère                          | 17,20            | 61 (2022)                         | 3,5                | modifier les données · modifier les données |
| Saint-Gal                          | 48153      | 48700             | Mende          | Saint-Alban-sur-Limagnole  | CC Randon - Margeride                   | 9,88             | 89 (2022)                         | 9,0                | modifier les données · modifier les données |
| Saint-Germain-de-Calberte          | 48155      | 48370             | Florac         | Le Collet-de-Dèze          | CC Des Cévennes au Mont Lozère          | 38,60            | 477 (2022)                        | 12                 | modifier les données · modifier les données |
| Saint-Germain-du-Teil              | 48156      | 48340             | Mende          | Bourgs sur Colagne         | CC Aubrac Lot Causses Tarn              | 22,58            | 860 (2022)                        | 38                 | modifier les données · modifier les données |
| Saint-Hilaire-de-Lavit             | 48158      | 48160             | Florac         | Le Collet-de-Dèze          | CC Des Cévennes au Mont Lozère          | 10,31            | 101 (2022)                        | 9,8                | modifier les données · modifier les données |
| Saint-Jean-la-Fouillouse           | 48160      | 48170             | Mende          | Grandrieu                  | CC Randon - Margeride                   | 29,27            | 126 (2022)                        | 4,3                | modifier les données · modifier les données |
| Saint-Juéry                        | 48161      | 48310             | Mende          | Peyre en Aubrac            | CC des Hautes Terres de l'Aubrac        | 1,65             | 54 (2022)                         | 33                 | modifier les données · modifier les données |
| Saint-Julien-des-Points            | 48163      | 48160             | Florac         | Le Collet-de-Dèze          | CC Des Cévennes au Mont Lozère          | 3,83             | 119 (2022)                        | 31                 | modifier les données · modifier les données |
| Saint-Laurent-de-Muret             | 48165      | 48100             | Mende          | Peyre en Aubrac            | CC du Gévaudan                          | 46,04            | 191 (2022)                        | 4,1                | modifier les données · modifier les données |
| Saint-Laurent-de-Veyrès            | 48167      | 48310             | Mende          | Peyre en Aubrac            | CC des Hautes Terres de l'Aubrac        | 9,11             | 34 (2022)                         | 3,7                | modifier les données · modifier les données |
| Saint-Léger-de-Peyre               | 48168      | 48100             | Mende          | Marvejols                  | CC du Gévaudan                          | 27,35            | 188 (2022)                        | 6,9                | modifier les données · modifier les données |
| Saint-Léger-du-Malzieu             | 48169      | 48140             | Mende          | Saint-Alban-sur-Limagnole  | CC des Terres d'Apcher-Margeride-Aubrac | 18,92            | 211 (2022)                        | 11                 | modifier les données · modifier les données |
| Saint-Martin-de-Boubaux            | 48170      | 48160             | Florac         | Le Collet-de-Dèze          | CC Des Cévennes au Mont Lozère          | 31,41            | 194 (2022)                        | 6,2                | modifier les données · modifier les données |
| Saint-Martin-de-Lansuscle          | 48171      | 48110             | Florac         | Le Collet-de-Dèze          | CC Des Cévennes au Mont Lozère          | 18,05            | 192 (2022)                        | 11                 | modifier les données · modifier les données |
| Saint-Michel-de-Dèze               | 48173      | 48160             | Florac         | Le Collet-de-Dèze          | CC Des Cévennes au Mont Lozère          | 14,19            | 227 (2022)                        | 16                 | modifier les données · modifier les données |
| Saint-Paul-le-Froid                | 48174      | 48600             | Mende          | Grandrieu                  | CC Randon - Margeride                   | 44,17            | 134 (2022)                        | 3,0                | modifier les données · modifier les données |
| Saint-Pierre-de-Nogaret            | 48175      | 48340             | Mende          | Peyre en Aubrac            | CC Aubrac Lot Causses Tarn              | 16,44            | 174 (2022)                        | 11                 | modifier les données · modifier les données |
| Saint-Pierre-des-Tripiers          | 48176      | 48150             | Florac         | Florac Trois Rivières      | CC Gorges Causses Cévennes              | 34,74            | 96 (2022)                         | 2,8                | modifier les données · modifier les données |
| Saint-Pierre-le-Vieux              | 48177      | 48200             | Mende          | Saint-Chély-d'Apcher       | CC des Terres d'Apcher-Margeride-Aubrac | 15,55            | 314 (2022)                        | 20                 | modifier les données · modifier les données |
| Saint-Privat-de-Vallongue          | 48178      | 48240             | Florac         | Le Collet-de-Dèze          | CC Des Cévennes au Mont Lozère          | 23,87            | 248 (2022)                        | 10                 | modifier les données · modifier les données |
| Saint-Privat-du-Fau                | 48179      | 48140             | Mende          | Saint-Alban-sur-Limagnole  | CC des Terres d'Apcher-Margeride-Aubrac | 22,16            | 113 (2022)                        | 5,1                | modifier les données · modifier les données |
| Saint-Saturnin                     | 48181      | 48500             | Mende          | La Canourgue               | CC Aubrac Lot Causses Tarn              | 9,14             | 58 (2022)                         | 6,3                | modifier les données · modifier les données |
| Saint-Sauveur-de-Ginestoux         | 48182      | 48170             | Mende          | Grandrieu                  | CC Randon - Margeride                   | 22,14            | 60 (2022)                         | 2,7                | modifier les données · modifier les données |
| Sainte-Croix-Vallée-Française      | 48144      | 48110             | Florac         | Le Collet-de-Dèze          | CC Des Cévennes au Mont Lozère          | 18,57            | 305 (2022)                        | 16                 | modifier les données · modifier les données |
| Sainte-Eulalie                     | 48149      | 48120             | Mende          | Saint-Alban-sur-Limagnole  | CC des Terres d'Apcher-Margeride-Aubrac | 21,31            | 36 (2022)                         | 1,7                | modifier les données · modifier les données |
| Sainte-Hélène                      | 48157      | 48190             | Mende          | Grandrieu                  | CC Mont-Lozère                          | 6,73             | 97 (2022)                         | 14                 | modifier les données · modifier les données |
| Les Salces                         | 48187      | 48100             | Mende          | Peyre en Aubrac            | CC Aubrac Lot Causses Tarn              | 45,78            | 90 (2022)                         | 2,0                | modifier les données · modifier les données |
| Les Salelles                       | 48185      | 48230             | Mende          | Bourgs sur Colagne         | CC Aubrac Lot Causses Tarn              | 10,62            | 166 (2022)                        | 16                 | modifier les données · modifier les données |
| Serverette                         | 48188      | 48700             | Mende          | Saint-Alban-sur-Limagnole  | CC des Terres d'Apcher-Margeride-Aubrac | 17,35            | 249 (2022)                        | 14                 | modifier les données · modifier les données |
| Termes                             | 48190      | 48310             | Mende          | Peyre en Aubrac            | CC des Hautes Terres de l'Aubrac        | 17,65            | 219 (2022)                        | 12                 | modifier les données · modifier les données |
| La Tieule                          | 48191      | 48500             | Mende          | La Canourgue               | CC Aubrac Lot Causses Tarn              | 24,00            | 95 (2022)                         | 4,0                | modifier les données · modifier les données |
| Trélans                            | 48192      | 48340             | Mende          | Peyre en Aubrac            | CC Aubrac Lot Causses Tarn              | 23,35            | 89 (2022)                         | 3,8                | modifier les données · modifier les données |
| Vebron                             | 48193      | 48400             | Florac         | Le Collet-de-Dèze          | CC Gorges Causses Cévennes              | 69,66            | 225 (2022)                        | 3,2                | modifier les données · modifier les données |
| Ventalon en Cévennes               | 48152      | 48160 48240       | Florac         | Le Collet-de-Dèze          | CC Des Cévennes au Mont Lozère          | 23,75            | 258 (2022)                        | 11                 | modifier les données · modifier les données |
| Vialas                             | 48194      | 48220             | Florac         | Saint-Étienne-du-Valdonnez | CC Des Cévennes au Mont Lozère          | 49,77            | 447 (2022)                        | 9,0                | modifier les données · modifier les données |
| Villefort                          | 48198      | 48800             | Mende          | Saint-Étienne-du-Valdonnez | CC Mont-Lozère                          | 7,35             | 617 (2022)                        | 84                 | modifier les données · modifier les données |
| Lozère                             | 48         |                   |                |                            |                                         | 5 167,00         | 76 503 (2022)                     | 15                 | modifier les données                        |